# Hawaiihemd

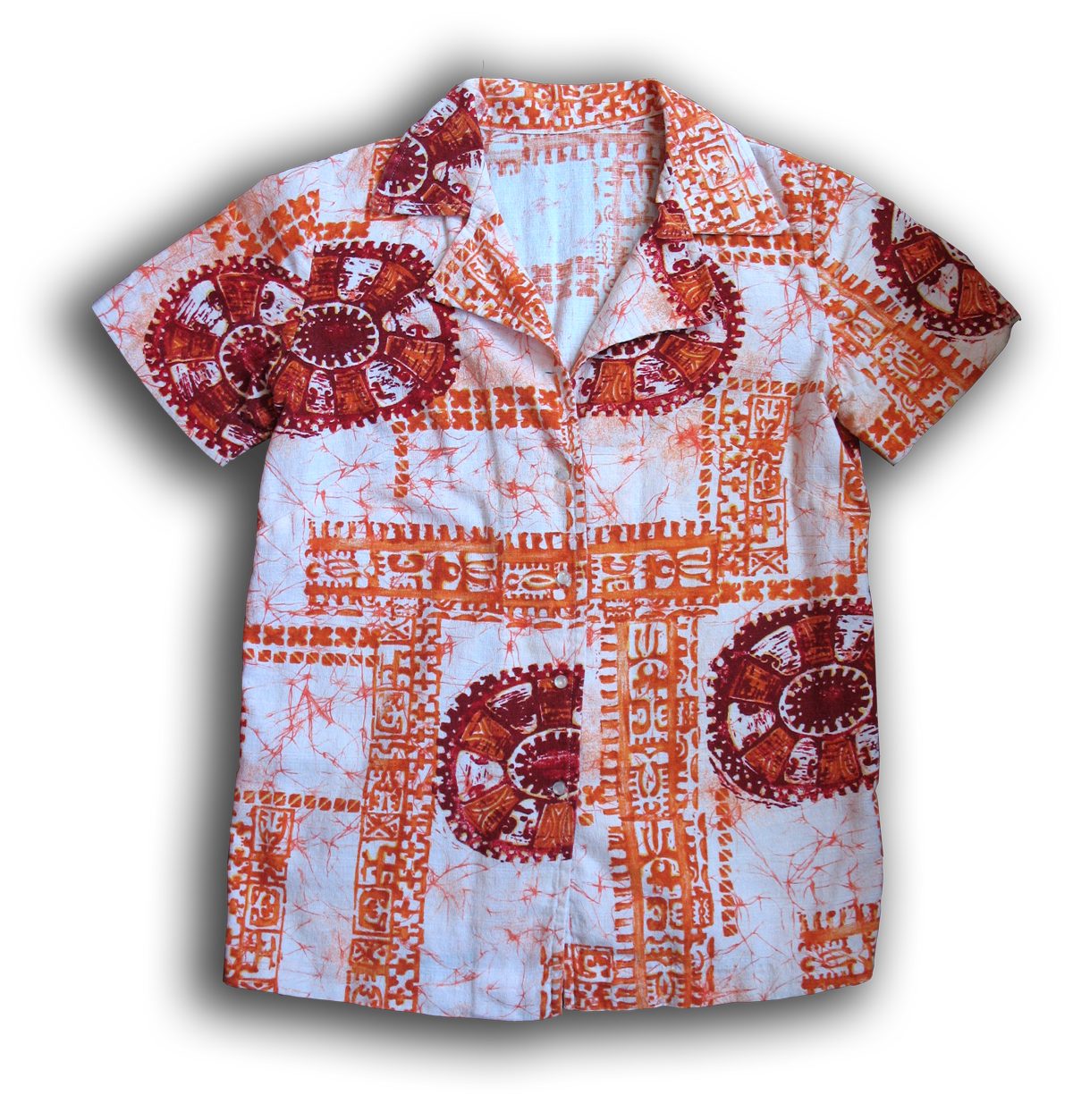
Klassisches Hawaiihemd um ca. 1960

Hawaiihemd ist die deutsche Bezeichnung für das Aloha Shirt oder Hawaiian Shirt. Typisch sind das Design mit (oft farbenfrohen) Mustern und der gerade Saum am unteren Abschluss. Sie werden mit offenem Kragen und über der Hose getragen. Es gehört zur typischen Freizeitkleidung auf den Inseln Hawaiis und wurde darüber hinaus vor allem als typisches Souvenir bekannt. Im Geschäftsleben Hawaiis wird das Hawaiihemd auch außerhalb der Touristikbranche zunehmend als Kleidungsstück akzeptiert. Von Hawaii aus hat das Hawaiihemd weltweite Verbreitung gefunden und wird mittlerweile in vielen Regionen als Freizeitkleidung getragen.
Von Beginn an war das Tragen eines Hawaiihemds mit einem bestimmten Lebensgefühl verbunden und wurde mit Freiheit, Ungezwungenheit und Lebensfreude assoziiert.

## Entstehungsgeschichte

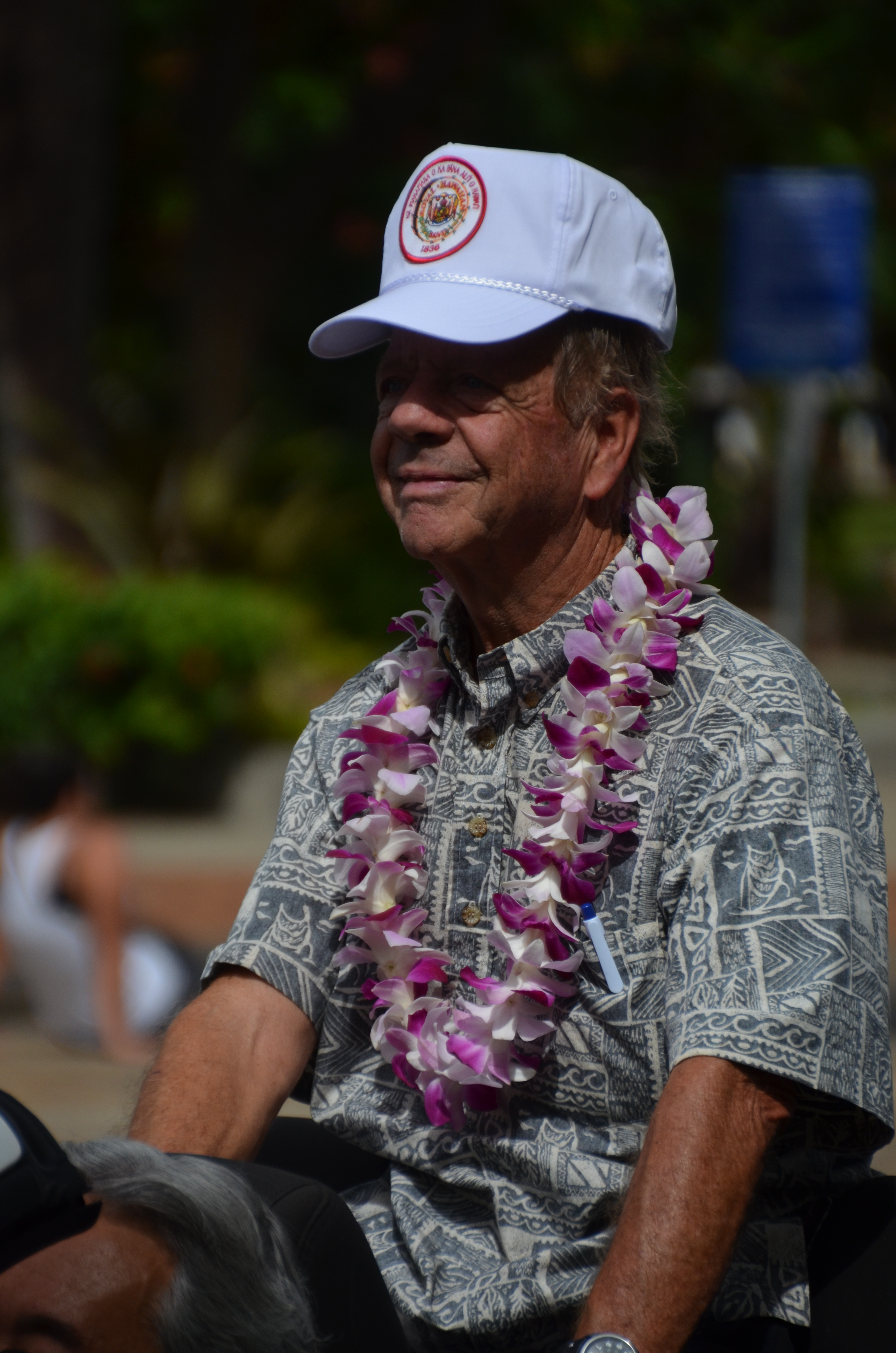
Mann mit typischem Hawaiihemd und Lei während der Aloha Festivals Floral Parade 2012

Die Wurzeln des Hawaiian Shirt liegen im 19. Jahrhundert. Im Straßenbild Honolulus tauchten um 1840 bunte Hemden auf, die von hawaiischen Jungen und Männern über der Hose getragen wurden. Es existiert für diese Kleidungsstücke keine hawaiisch-polynesische Bezeichnung.
In der ersten Dekade des 20. Jahrhunderts wurden zwei Hemdenstile von der polynesischen Bevölkerung und den philippinischen Einwanderern besonders gerne getragen: das lose sitzende bayan, auch als barong tagalog bekannt, und palaka, das Arbeitshemd der Plantagenarbeiter und hawaiischen Cowboys, der Paniolos. Das philippinische bayan trug dazu bei, dass auf Hawaii Hemden seither nur mehr über der Hose getragen werden. Das ursprünglich aus Japan stammende dicke, raue, indigoblau-weiß karierte Baumwollhemd, dem die Polynesier den Namen palaka, dt. Arbeitskittel, gaben entwickelt sich zu einer Art Nationaltracht. Bis in die späten 1920er Jahre war das Tragen dieser bunten weiten Hemden ein Merkmal sozialer Randgruppen. 1924 sorgte dann James P. Kneubuhl aus Pago-Pago, der in Honolulu einen Tanzkurs absolvierte, mit seinen Hemden für Furore. Er hatte sie sich aus Stoffen fertigen lassen, die mit traditionellen Tapamustern seiner Heimat Samoa bedruckt waren.
Seine Tanzlehrerin war von seinem Kleidungsstil so begeistert, dass sie bei Kneubuhls samoanischen Verwandten Stoffe gleichen Musters orderte und bei Musa-Shiya Shoten Ltd. in der Chinatown von Honolulu Hemden für die gesamte Tanzschulklasse nähen ließ. Der Siegeszug des Aloha Shirt begann. Innerhalb weniger Wochen trug Honolulus jeunesse dorée bunte, maßgeschneiderte Hemden aus Yukata, einem kühlen, leichten Baumwollgewebe für japanische Kinderkleidung. Wegen der schmalen Stoffbahnen mussten für das Hemd eines Jugendlichen oder Erwachsenen zehn Stoffstücke zugeschnitten werden – eine Tradition, an der die Hersteller klassischer Hawaiihemden bis heute festhalten. Touristen und Soldaten zeigten ebenfalls lebhaftes Interesse an den fröhlichen Hemden, die innerhalb weniger Tage von eigens darauf spezialisierten Schneidern gefertigt wurden.
Am 28. Juni 1935 warb die Schneiderei Musa-Shiya Shoten Ltd. erstmals in einer auf Hawaii Creole English abgefassten Anzeige für ein als Aloha Shirt bezeichnetes buntes Sporthemd – der Preis betrug 95 Cent.
Anfang der 30er Jahre kamen ebenfalls aus japanischen Kimonostoffen genähte Hemden mit sehr farbenfrohen Motiven mehr und mehr in Mode. 1936 bzw. 1937 ließ Ellery J. Chun die Bezeichnungen Aloha Sportswear und Aloha Shirt erstmals als Warenzeichen schützen. Chun und Koichiro Miyamoto gehörten zu den ersten erfolgreichen Herstellern von Hawaiihemden.
Touristen aus den Festlandstaaten der USA und in den 40er Jahren die in Hawaiʻi stationierten Soldaten machten das Hawaiihemd mehr und mehr bekannt. In den 1950er Jahren erreichte die Produktion von Hawaiihemden einen ersten Höhepunkt. Die 1947 den Angestellten der Stadt- und Bezirksverwaltung von Honolulu erteilte Erlaubnis, Hawaiihemden in einfachen, schlichten Farben für die Zeit vom 1. Juni bis zum 31. Oktober über der Hose zu tragen, war der Beginn einer schrittweisen Lösung von strengen Kleidungsvorschriften im öffentlichen Dienst und anderen westlich geprägten Bereichen der Gesellschaft. Die Einführung des Aloha Friday im Rahmen der Operation Liberation (1966) und die zwei Jahre später folgende Ausdehnung auf Parlaments- und Senatsmitglieder verhalf einer legeren Kleiderordnung zum Durchbruch, die heute im 50. Bundesstaat der USA als selbstverständlich gilt. 
In der Geschäftswelt in Deutschland gilt das Hawaiihemd dagegen auch am Casual Friday nicht als angemessenes Kleidungsstück.

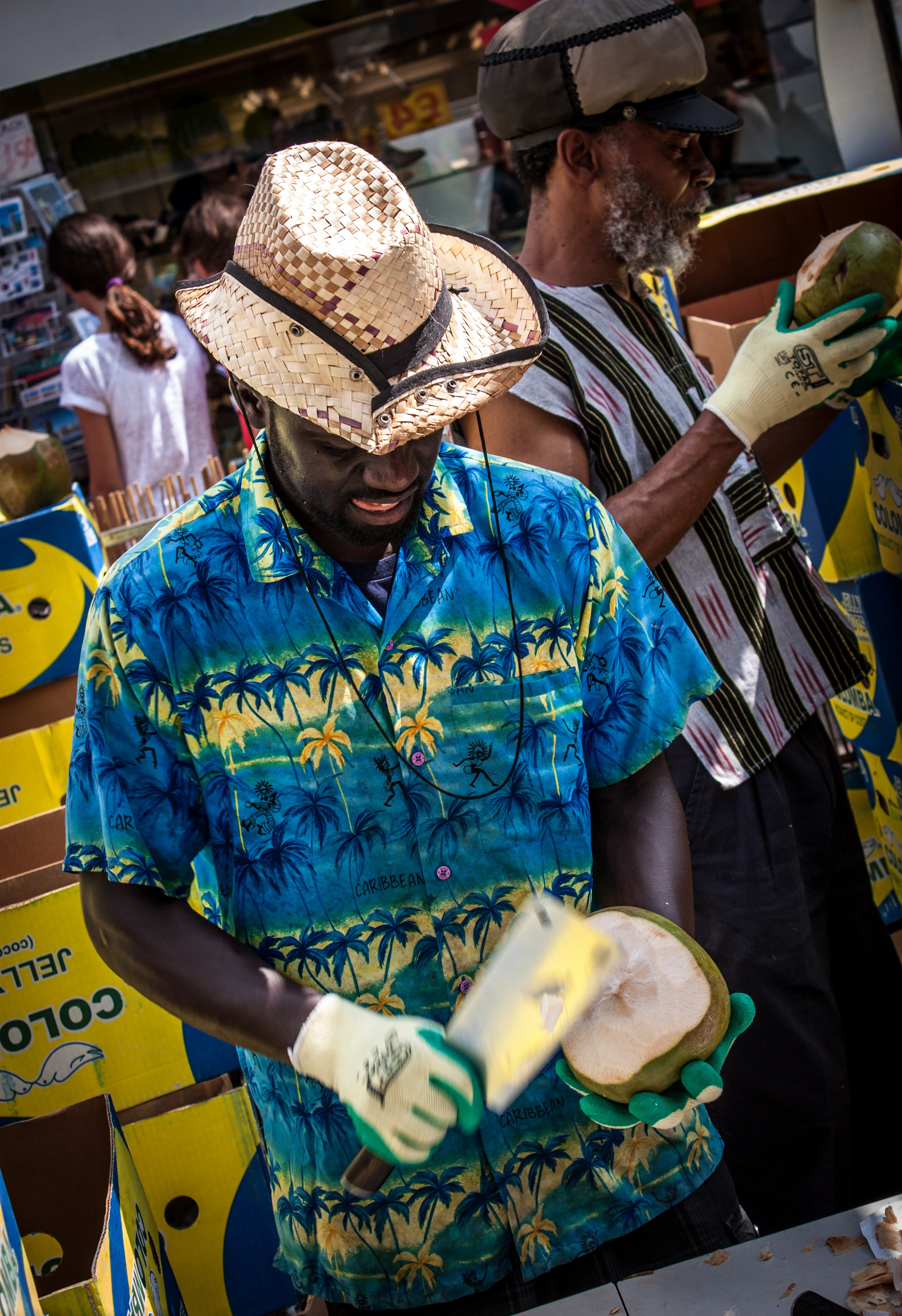
Kokosnussverkäufer in London, 2013

Heute gehört das Hawaiihemd zu den typischen Souvenirs, die Touristen als Andenken mitnehmen und so zur weltweiten Verbreitung beitragen. Einflüsse auf Motive und Farbigkeit von Oberbekleidung sind immer wieder auch in Deutschland feststellbar. In Hawaiʻi ist das Hawaiihemd fester Bestandteil der Freizeitkleidung und wird zunehmend auch als festliche Oberbekleidung akzeptiert, vor allem in der Kombination mit Leis. Alte Marken wie zum Beispiel Kalakaua werden nach zeitweiliger Unterbrechung wieder hergestellt, gleichzeitig entwickeln Designer wie Sig Zane neue Schnitte und Muster, die alte Traditionen fortführen. Daneben gibt es auch noch sehr alte Werkstätten wie den 1918 gegründeten H. Miura Country Store in Haleʻiwa.

## Verwendete Materialien und Echtheit
Für die Herstellung von Hawaiihemden wurde anfangs vor allem Seide, Crêpe de Chine, Rohseide und Baumwolle verwendet. Mitte der 1930er Jahre zählte Viskose bereits zu dem am häufigsten verwendeten Ausgangsmaterial für Hawaiian Shirts. Die Kunstfaser nahm Druckfarbe weit besser auf als alle anderen Stoffarten und lieferte so eine unvergleichlich satte Farbtiefe. Zudem vermittelte Viskose seinen Trägern einen taktil intensiveren, ja seidigeren Tragekomfort als die eigentliche Seide. In den 1960er Jahren lösten Polyester, Acryl und synthetische Mischgewebe bis auf wenige Ausnahmen alle bislang verwendeten Materialien ab. Seit Anfang der 1980er Jahre werden die Hemden wieder bevorzugt aus Seide, Baumwolle, Baumwollmischgewebe und Viskose gefertigt.
Hawaiihemden wurden und werden auch außerhalb Hawaiʻis hergestellt, dann aber von Kennern und Sammlern weniger akzeptiert. Seit 2016 gibt es auch eine Firma, die in Deutschland Hawaiihemden mit lokalen Motiven produziert. Die Handelskammer von Hawaiʻi legte Anfang der 60er Jahre fest, dass nur in Hawaiʻi hergestellte Hawaiihemden als echt anzuerkennen seien.
Als wichtige Kennzeichen des Hawaiihemds gelten:
- gerader Saum am unteren Abschluss (nicht rund wie bei in der Hose getragenen Hemden)
- Knöpfe aus Kokosnussschalen
- Taschen, die das Muster nicht unterbrechen

Auch die Qualität der Drucke und bestimmte Etiketten sind als wichtiges Qualitätsmerkmal anzusehen.

## Motive

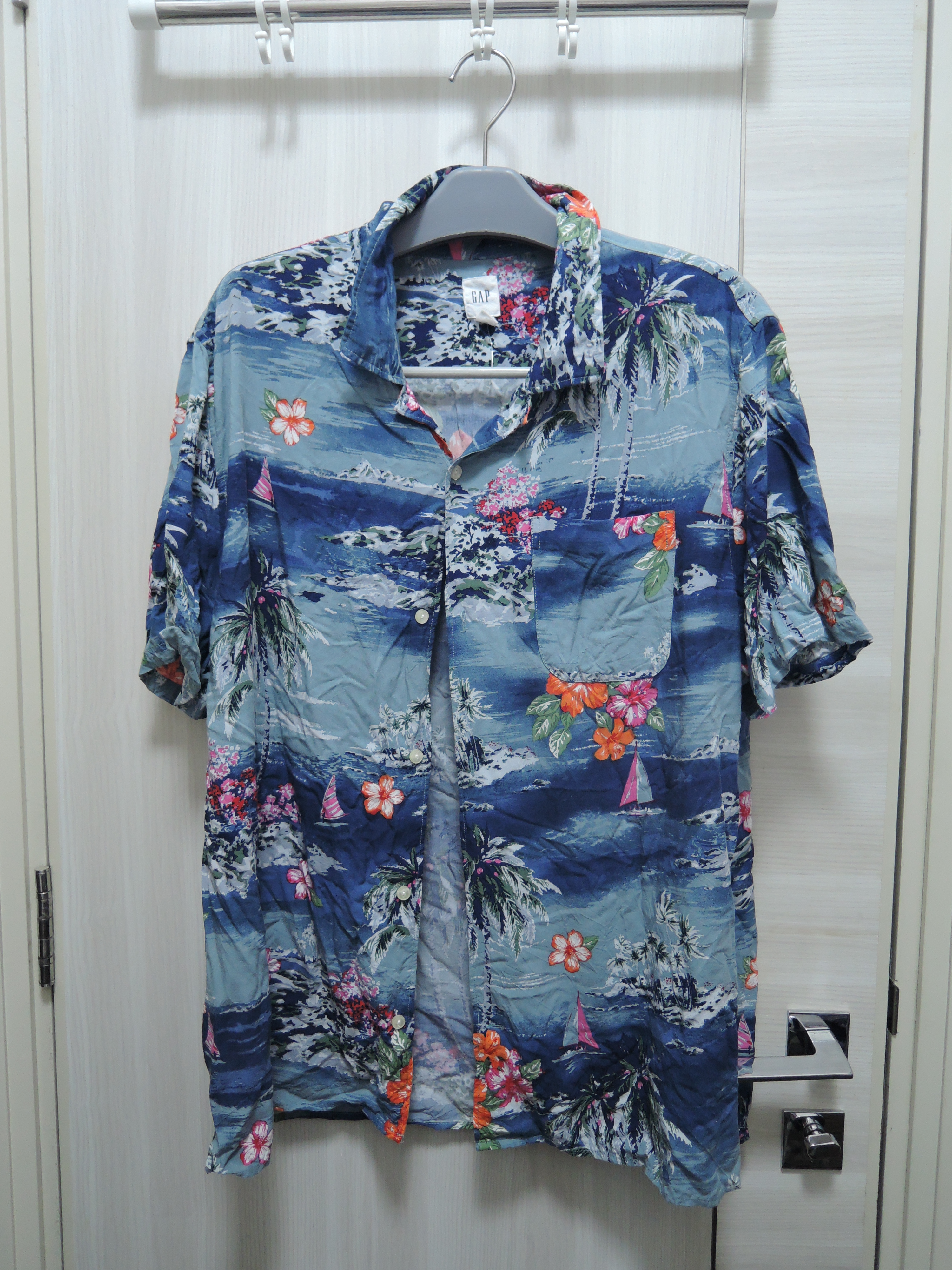
Beispiel eines Hawaiihemds mit wiederholten Blüten, Windsurfern und Segelbooten

Die sehr vielfältigen Muster lassen sich in folgende Motivgruppen aufteilen:
- Blumen, Bäume, Früchte
- Tiere (insbesondere tropische Vögel und Fische)
- Musikinstrumente
- Landschaften und Architekturmotive (z. B. Strände, Wasserfälle, Berge, Diamond Head, Royal Hawaiian Hotel[26])
- touristische Szenen (z. B. Sonnenuntergänge, Wellenreiter, Lūʻau)
- Anlehnungen an Tapamuster oder hawaiische Petroglyphen

Die Anordnung der Motive kann ebenfalls sehr unterschiedlich sein. So gibt es neben vollständigen Szenen auch Motivketten und Endlosmotive sowie kleinteilige Musterkompositionen.

## Sonderformen des Hawaiihemds

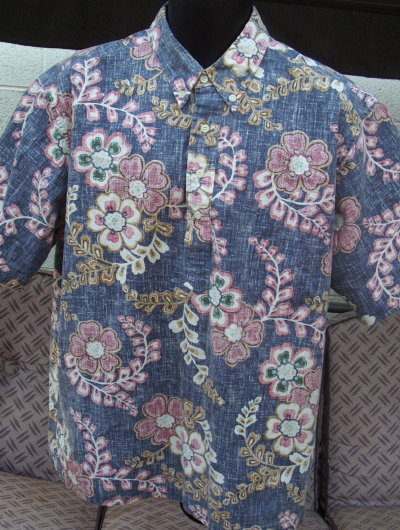
Hawaiihemd mit bedruckter Innenseite (reverse print)

- Der kalifornische Sportbekleidungshersteller Ocean Pacific entwickelte nach dem Zweiten Weltkrieg eine Sonderform des Hawaiihemds, bei dem die Innenseite bedruckt ist (reverse print). Das Muster erscheint dadurch stark gedämpft und weniger farbstark. Erreicht werden sollte durch diese Drucktechnik, dass die Hemden wie von Salzwasser und Sonne gebleicht wirken und so zu einer nostalgischen Kostbarkeit werden.[27]
- Mit dem Picture Shirt entsteht gegen Ende der 1930er Jahre das vermutlich textiltechnisch aufwendigste Hawaiihemd. Dabei werden Fotocollagen aus beliebten Postkartenmotiven populärer Urlaubsorte auf Seidenstoffe handgedruckt, meist einfarbig in Rot, Grün, Blau und Braun. Es gibt aber auch mehrfarbige, durch ihre weichen Farbnuancen auffallende Hemden, allerdings nur in kleiner Stückzahl.[28]
- Mitte der 1960er Jahre tauchte eine Schnittform auf, die unter der hawaiisch-polynesischen Bezeichnung Pua Pua, dt. kurz, bekannt wurde. Es handelte sich dabei um ein langärmeliges, weißes Baumwollhemd mit offenem Kragen, das in Taillenhöhe farbig gemustert war und so an einen Kummerbund erinnern sollte. Gedacht war dieses Hemd als Ersatz für Abendanzug und Krawatte.[29]

## Bekannte Designer und ihre Entwürfe
- Ethel Lum, die Schwester Ellery J. Chuns, kam von der Kunsthochschule. Sie gilt als die erste Hawaiihemdendesignerin. Ihre bekanntesten und bis heute populären Musterentwürfe mālolo (Fliegender Fisch[30]) und kihikihi (benannt nach dem Halfterfisch[31]) orientierten sich thematisch an Designstandards der 1920er und 1930er Jahre, als tropische Unterwasserszenen in Mode waren.[32]
- Elsie Das
- John „Keoni“ Meigs
- Betty Gregory
- Vera Stone Cook
- Myron Van Brundt
- Ted und Marguerite Mundorf
- Frances und Alan Delpech
- Mansfield Claflin
- Tony Walker
- Louis Pohl
- Alfred Shaheen

## Bekannte Träger

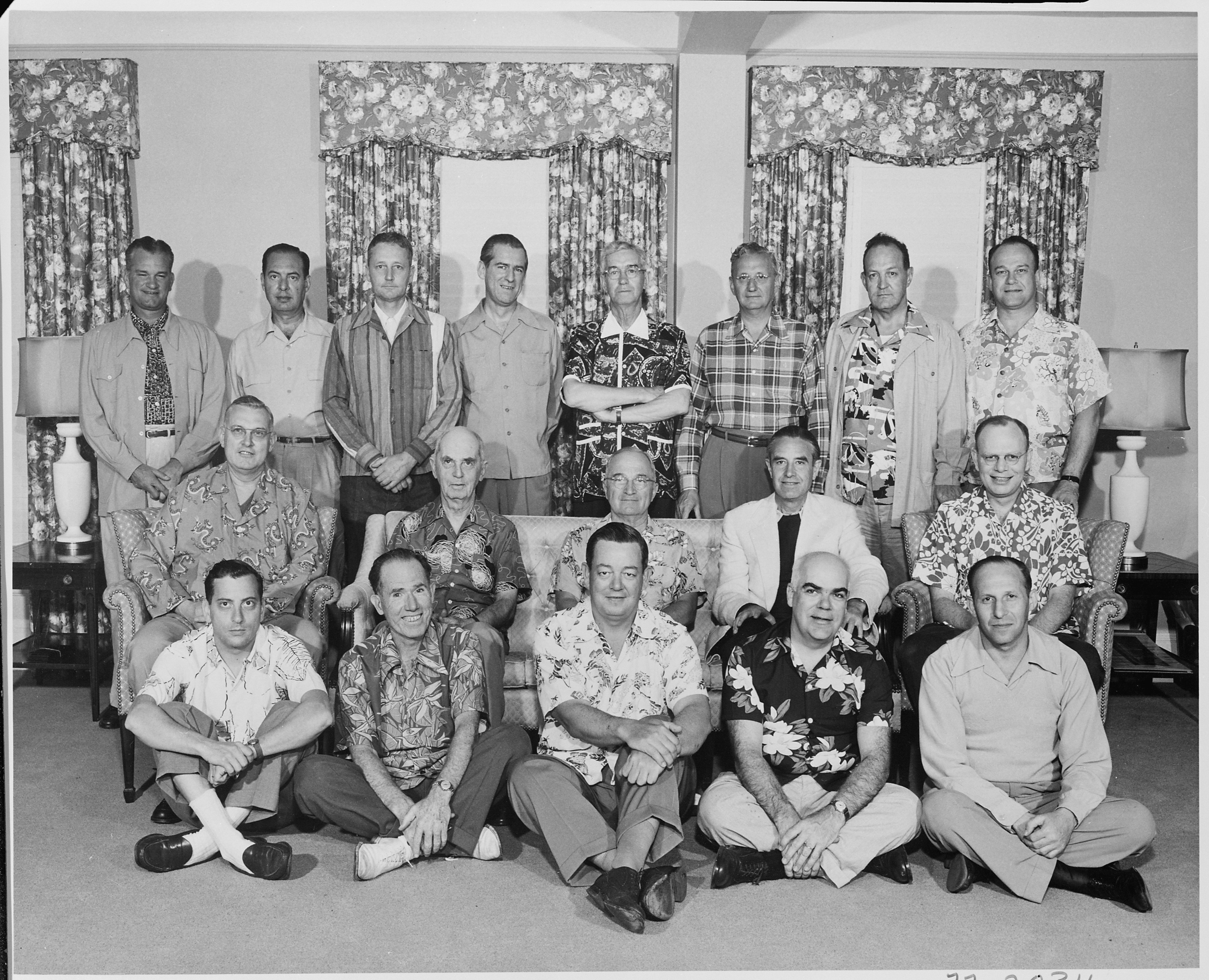
Präsident Truman und Mitarbeiter im Urlaub auf Key West, Florida, 1951

In den USA und weltweit bekannt wurde das Hawaiihemd vor allem durch Duke Kahanamoku. Auch in der Popkultur wurde es durch seine Verwendung in diversen Filmen und Serien bekannt und populär; Beispiele entsprechender Träger sind Bing Crosby (Waikiki Wedding, 1937), Montgomery Clift und Frank Sinatra (Verdammt in alle Ewigkeit, 1953), Elvis Presley (Blue Hawaii, 1961) und Tom Selleck (Magnum, 1980–1988).
Auch das Titelbild des Magazins Life vom 10. Dezember 1951, das Präsident Harry S. Truman im Hawaiihemd zeigte, trug zur Popularisierung bei. Der damalige US-Präsident Bill Clinton trug bei seinem Antrittsbesuch im Juli 1993 in Hawaii ein Hemd aus der Reyn-Spooner-Reverse-Print-Kollektion mit dem Namen The 50th State.

## Sammlungen und Forschung
Hawaiihemden werden sowohl von privaten Sammlern als auch Museen wie der Smithsonian Institution’s National Textile Collection gesammelt. Als Gegenstand kunsthistorischer Forschung ist das Aloha Shirt im Art & Architecture Thesaurus des Getty Research Institute verzeichnet. David Bailey (Bailey’s Antique Clothing) in Honolulu ist einer der bekanntesten Händler antiker Hawaiihemden.

## Kurioses
Anlässlich seines 25. Firmenjubiläums ließ der hawaiische Hemdenhersteller Tori Richard von Juwelieren den Kragen eines handbedruckten, aus italienischer Seide gefertigten Hawaiihemds mit 20¼-karätigen Diamanten besetzen und in 18-karätigem Gold fassen, dazu wurden sieben Diamantknöpfe gefertigt.